# Вотчинна промисловість
Вотчинна промисловість — головним чином промисли й промислові підприємства, в основі яких лежала примусова праця особисто чи поземельно залежних посполитих, переважно селян. Мала витоки з вотчинного ремесла, яке оформилося в Київській Русі. На території України наприкінці 17 — 1-й половині 19 століть вотчинна промиловість склалась у процесі виникнення та функціонування панських, монастирських, державних і царських мануфактур. У Західній Україні, на відміну від Лівобережної України, Слобідської України, Південної України, на більшості з мануфактур застосовувалася праця кріпаків окремих можновладців, що визначало певну консервативність вотчинної промисловості (лише деякі з галицьких мануфактур згодом перетворилися на фабрики). Певна кількість мануфактурних і кустарно-артільних підприємств функціонувала з одночасним використанням праці підданих і вільнонайманих виробників. Це свідчило про перехідний етап від суто феодального виробництва до капіталістичного. Такими, зокрема, у 1-й третині 18 століття стали Глушківська (Путивльська) суконна, Почепська, Шептаківська і Тапальська полотняні мануфактури та ін. Власники вотчинної промисловості (найбільшими з них були Понятовські, Браницькі, Потоцькі, Горленки, Розумовські, Миклашевські та ін.) могли її продавати, закладати, дарувати тощо. У зв'язку з розвитком товарно-грошових відносин вотчинна промиловість поступово втрачала конкурентоспроможність і в 2-й половині 19 століття занепала остаточно.